# Wilde Gomes da Silva
Wilde Gomes da Silva (ur. 14 kwietnia 1981) – brazylijski futsalista, zawodnik z pola, gracz FC Barcelony i reprezentacji Brazylii.

## Sukcesy

### Reprezentacyjne
- Mistrzostwo Świata (2): 2008, 2012
- Copa América (2): 2008, 2011

### Klubowe
- UEFA Futsal Cup (2): 2012, 2014
- Mistrzostwo Hiszpanii (7): 2005/06, 2006/07, 2008/09, 2009/10, 2010/11, 2011/12, 2012/13
- Copa del Rey (3): 2010/11, 2011/12, 2012/13
- Puchar Hiszpanii (4): 2008, 2011, 2012, 2013
- Superpuchar Hiszpanii (2): 2006, 2010
- Mistrzostwo Brazylii: 2002/03